# Madonna col Bambino e i santi Gregorio Magno e Carlo Borromeo
La Madonna con Bambino e i santi Gregorio Magno e Carlo Borromeo è un dipinto olio su tela di Enea Salmeggia, datato 1625, e conservato come pala d'altare nella chiesa di San Gregorio Magno posta sulla piazza Dante del centro storico del comune di Gromo.

## Storia
Il primo documento che indica la commissione di una pala per la chiesa del borgo risale al 29 aprile 1621. Da questo risulta che Don Francesco Scuri pagò al pittore Enea Salmeza talpino Pittore di Bergamo 5 zecchini come buon conto e caparra per un quadro che doveva essere eseguito per la chiesa di San Gregorio con una spesa totale preventivata in 62,10 lire. Successivamente Donato Ginami, proprietario del palazzo Buccelleni-Ginami, provvide al pagamento di altre 139,10 lire, e il saldo dell'opera avvenne nel febbraio del 1626 con altre 70 lire che furono documentate come contributo di tutta la comunità cittadina. La chiesa, infatti, oltre ad essere della famiglia del palazzo, era anche dal 1550 il luogo far parlamento dei paesani.

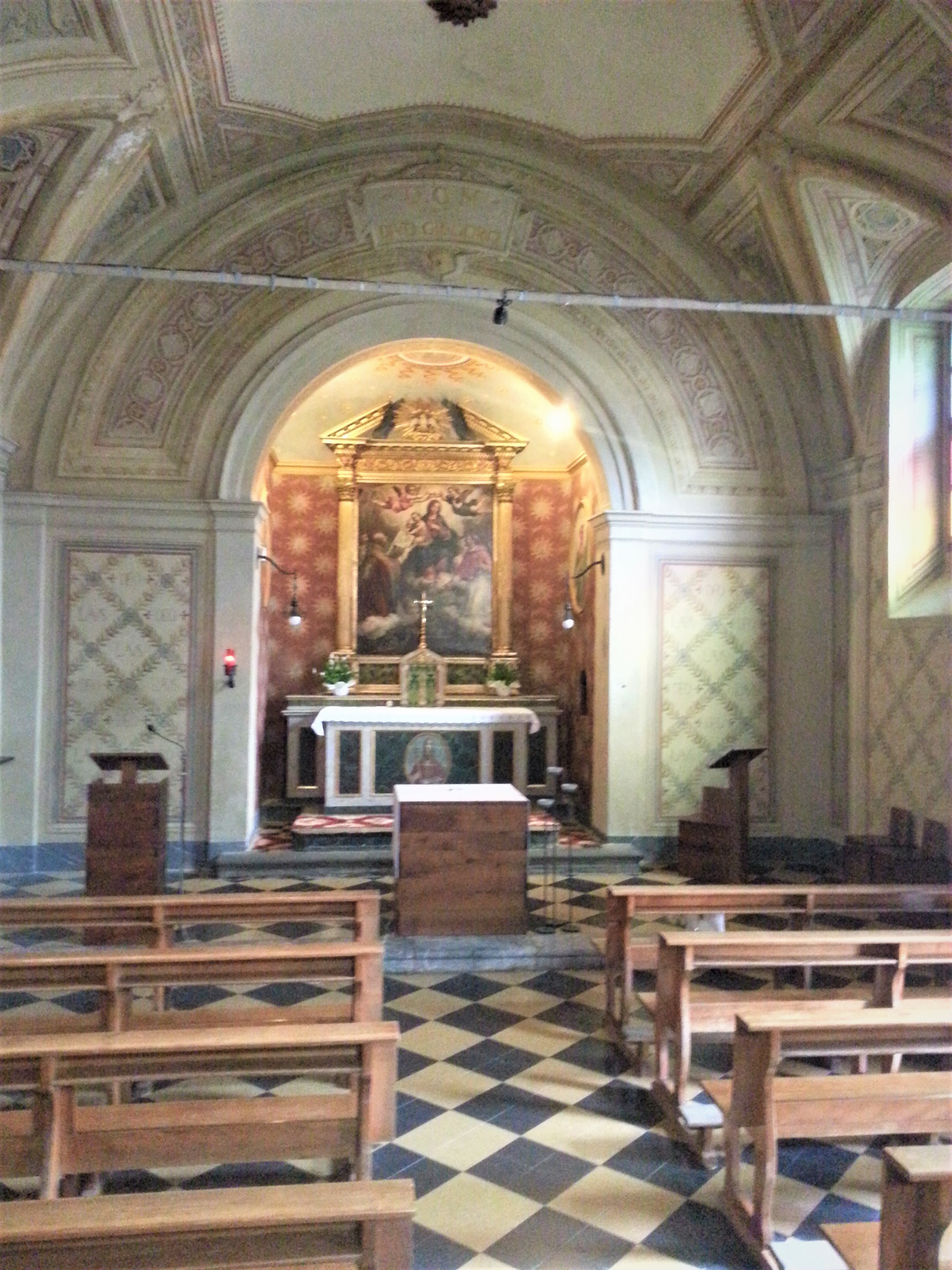
Chiesa di san Gregorio Magno (Gromo) -interno

Sulla parte inferiore della tela il pittore ha lasciato la sua firma:

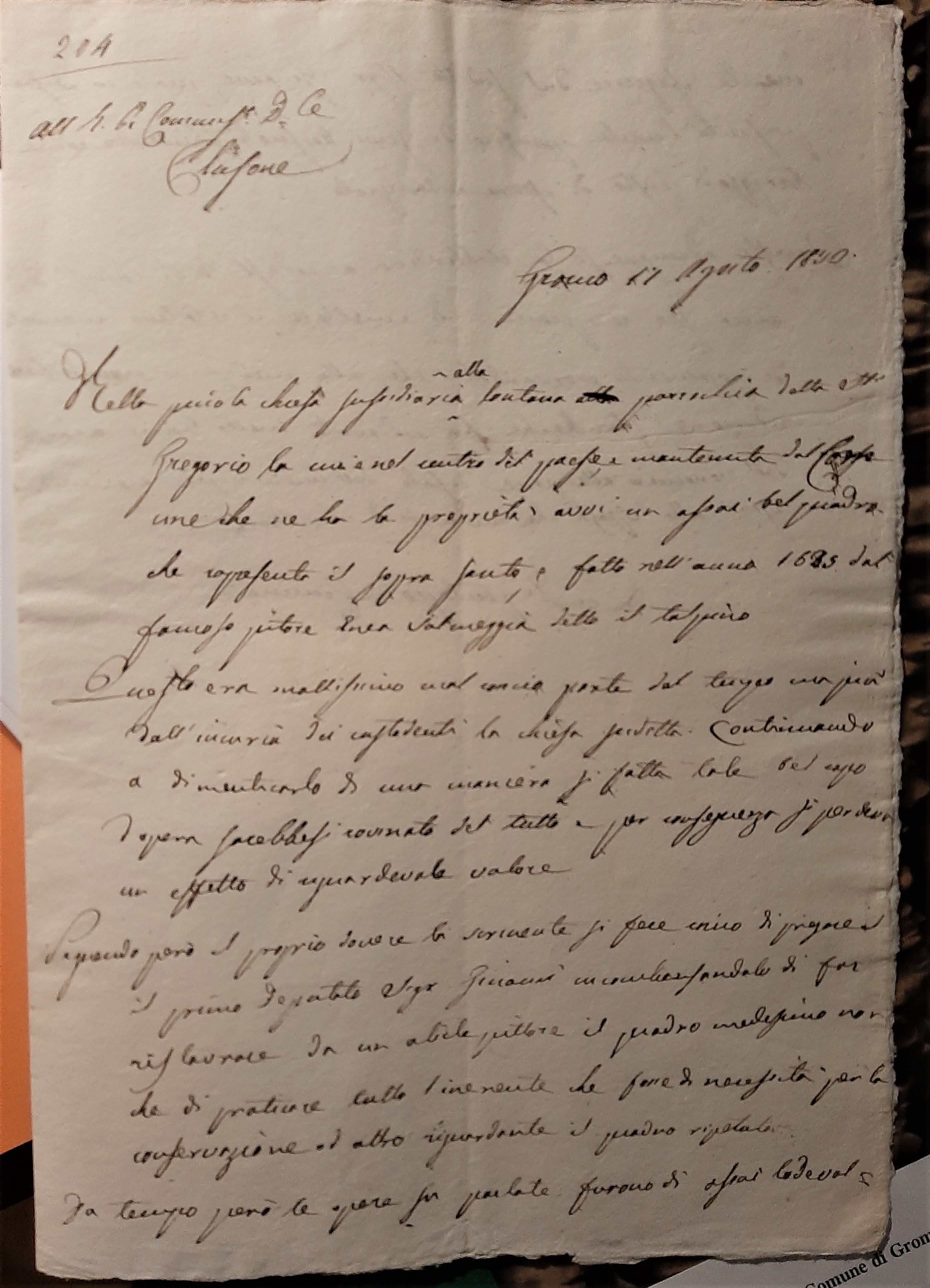
Restauro pala di Enea Salmeggia

Il dipinto fu restaurato una prima volta nel XIX secolo, a spese dell'amministrazione comunale.

## Descrizione
La tela è una esatta riproduzione di come il Salmeggia interpretava la riforma cattolica, secondo le disposizioni di san Carlo Borromeo.

La pala, olio su tela, è una Sacra conversazione. La tela raffigurante la Madonna con Bambino e i santi Gregorio Magno e Carlo Borromeo, riprende il dipinto dell'artista eseguito precedentemente, datato 1603  e conservato a Milano nella Pinacoteca del Castello Sforzesco, dove anziché san Gregorio è raffigurato sant'Ambrogio.

La pittura raffigura, nella parte inferiore della tela, il paese di Gromo così come si presentava nei primi anni del XVII secolo, ed è una testimonianza importante, illustrando quello che sarebbe pochi anni dopo andato completamente distrutto dalla frana del 1666. 

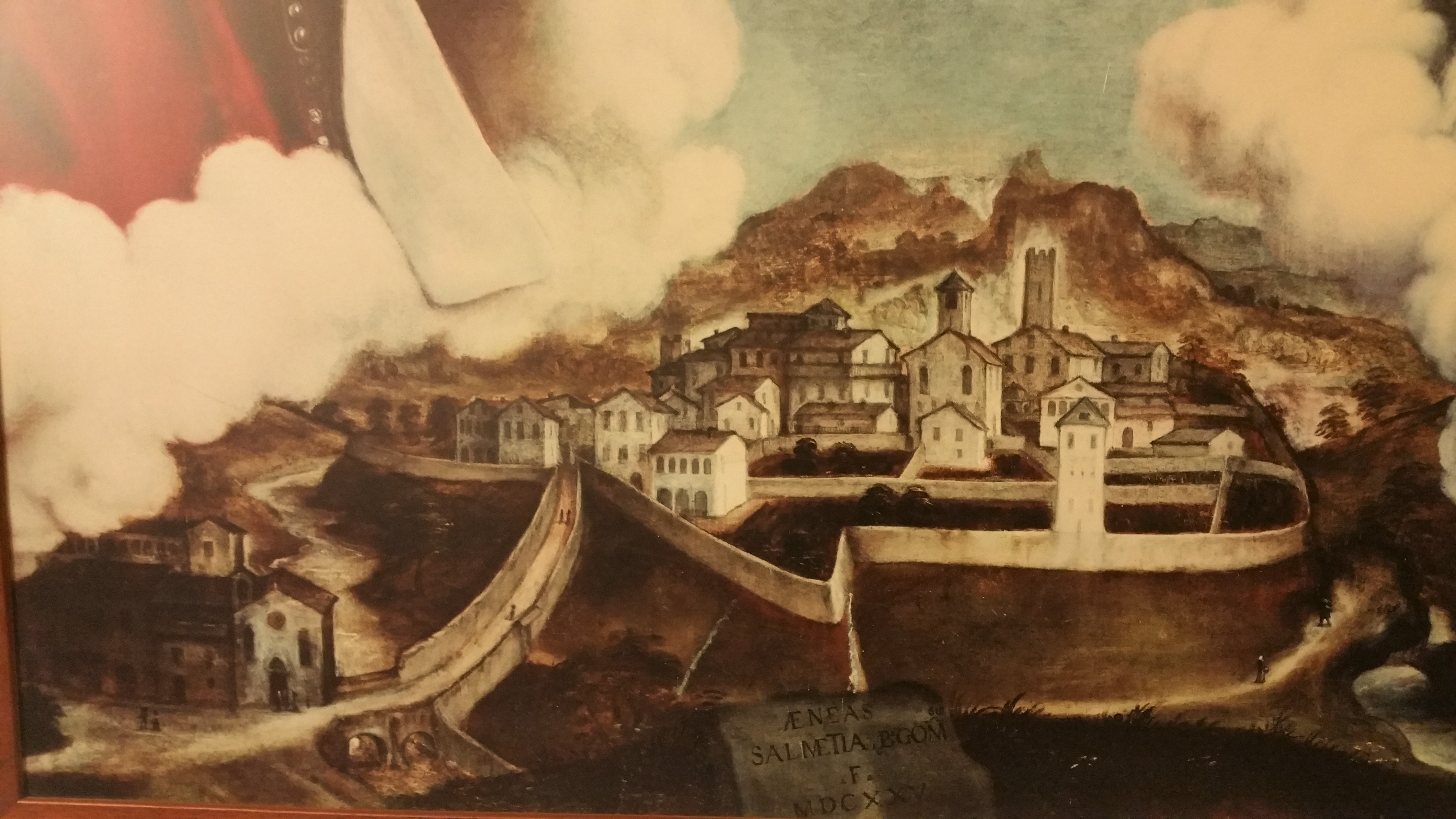
Enea Salmeggia-Chiesa di San Gregorio-particolare

Il livello superiore raffigura i santi posti su due grandi nuvole bianche. 

Sul lato a destra san Gregorio Magno con alle spalle un chierico che regge la ferula simbolo papale, forse il ritratto di un Ginami; sulla parte sinistra san Carlo Borromeo di atto di genuflettersi; al livello superiore la Madonna col Bambino tra le braccia; in alto, al livello superiore, due angeli nella luce di Dio, chiaro esempio di raffigurazione della Controriforma. La Madonna è raffigurata in abiti molto semplici, molto probabilmente la commissione chiedeva che ci fosse una vicinanza della sua immagine con la realtà molto semplice del territorio.
Il dipinto ha anche un racconto differente, può infatti avere una lettura in senso antiorario. Partendo dalla destra dell'osservatore vi è san Carlo Borromeo raffigurato con un braccio posto verso il paese e l'altro verso la Madonna chiedendoLe intercessione e protezione per la comunità ai suoi piedi. La Vergine lo guarda in atteggiamento di ascolto, ma con l'indice della mano sinistra gli indica il Bambino che tiene in grembo, come dicendo che non deve la supplica essere a Lei rivolta ma a suo figlio. Il Bambino è incurante di loro e porge il Sacre scritture a Gregorio Papa, forse un brano del profeta Isaia, indicandogli quale è l'unica via da seguire, quella della parola di Dio. La raffigurazione della Madonna e del Bambino ha molte affinità con la pala d'altare della chiesa di Santa Grata in Columnellis in via Arena di Bergamo raffigurante la Madonna col Bambino in gloria e i santi Lupo, Esteria, Grata, Caterina d'Alessandria, Scolastica, Benedetto e Lorenzo che offre alla la testa di sant'Alessandro dopo la decapitazione.
San Gregorio Magna è avvolto in un parato in velluto ricamato che ripropone il parato conservato presso la chiesa parrocchiale per tradizione era stato donato da Federico Barbarossa, ma realizzato solo nel 1440.
Una ulteriore particolarità dell'opera che ne ha confuso la datazione, è nell'aureola che presente sul capo del papa ma non su quello di Carlo Borromeo. Questi era stato santificato nel 1610, si riteneva quindi che l'artista avesse realizzato il dipinto prima di questa data, ma su di un masso dipinto sulla parte inferiore oltre a esserci la firma del pittore vi è presente la datazione: MDCXXV che non pone nessun dubbio sulla data di realizzazione. Probabilmente è stato eseguita la parte del santo prendendo la sagoma del dipinto conservato presso la pinacoteca del Castello Sforzesco, realizzato nel 1603, quando Carlo Borromeo non era stato ancora elevato agli atlari e in questa tela si è ripetuto creando un piccolo errore.
La tela è conservata in una ancona lignea dorata in barocco alpino di fattura poco successiva al dipinto opera di ignoto. Due paraste a forma di colonna con i capitelli ionici sorreggono una trabeazione spezzata che presenta nella parte centrale la colomba, rappresentazione dello Spirito Santo.